# Tankard
(Coro della canzone (Empty) Tankard)
I Tankard sono un gruppo thrash metal nato a Francoforte (Germania) nel 1982. Dopo aver perso il loro chitarrista fecero uscire il loro primo disco Zombie Attack, nel 1986. Da lì in poi il gruppo ha continuato a fare canzoni e album con lo stesso stile; un thrash metal molto veloce e con tematiche in onore dell'alcool. Per questo il gruppo sostiene di aver inventato un nuovo genere, chiamato "alcoholic metal". I Tankard si sono anche proclamati "Kings of Beer" (re della birra), con riferimento alla figura folkloristica di Gambrinus.

## Storia del gruppo

### Gli inizi (1982-1987)

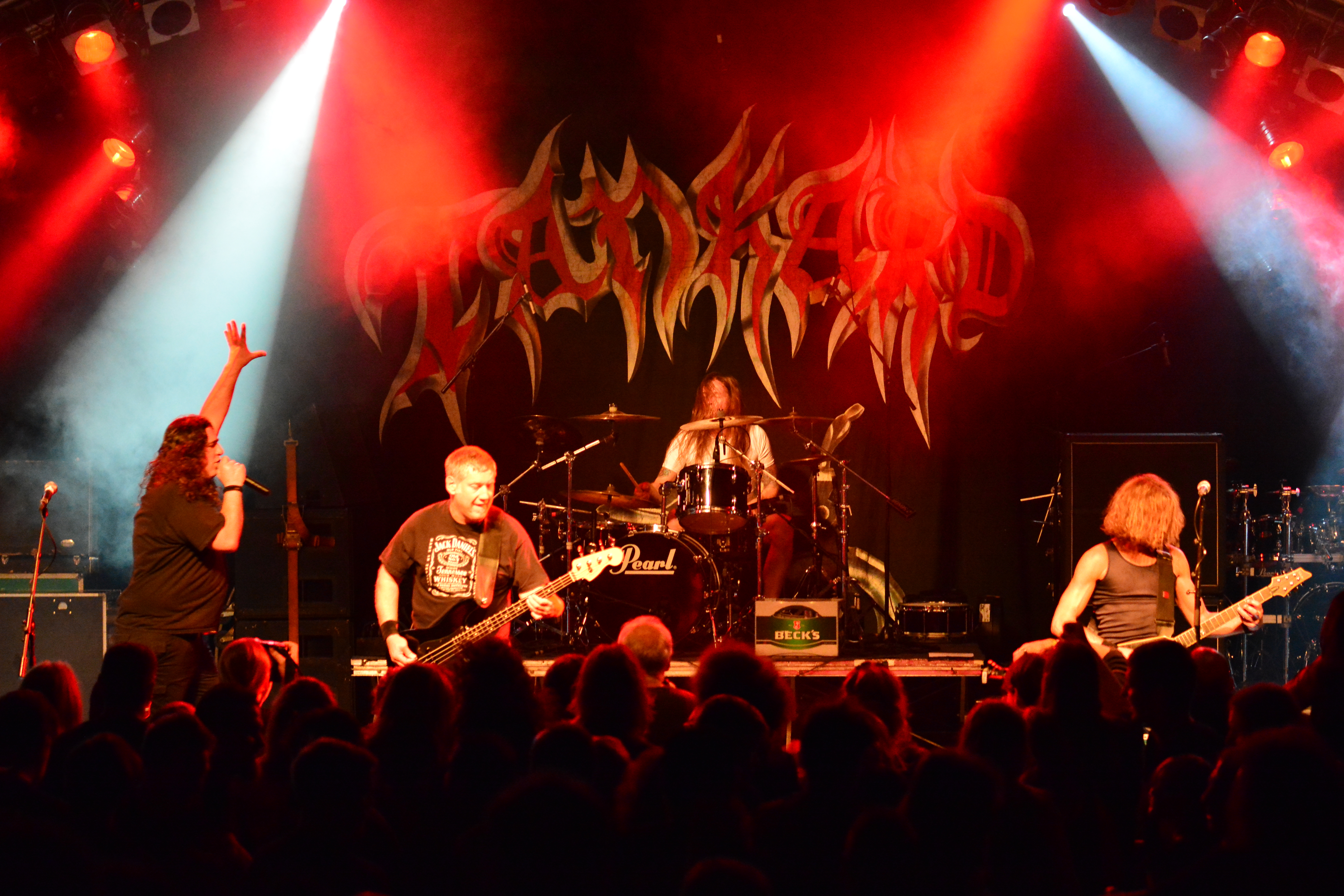
I Tankard all'Hamburg Metal Dayz 2014

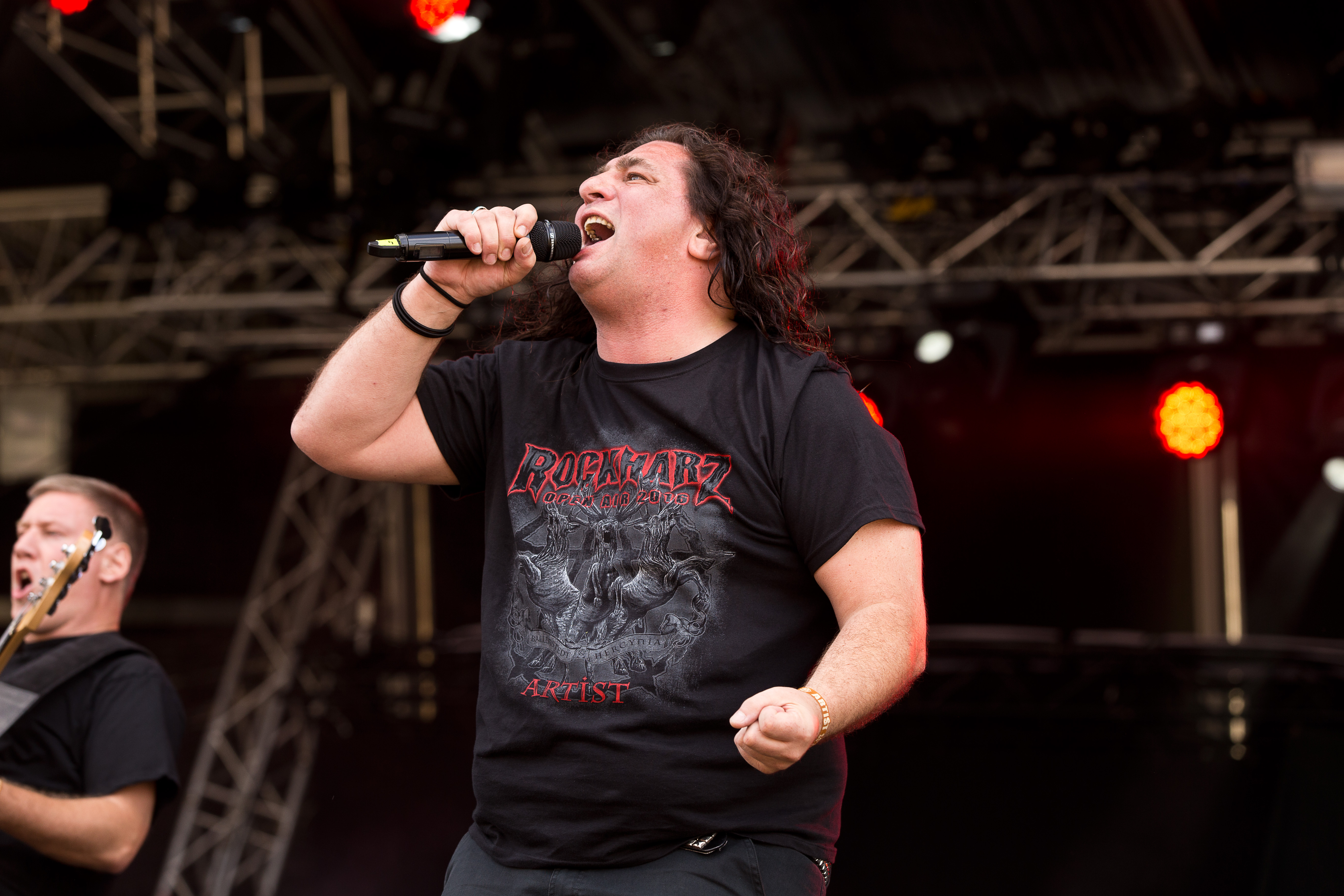
Andreas Geremia

Nel 1981 due compagni di classe, il cantante Frank Thorwarth e il chitarrista Axel Katzmann, a Francoforte, fondarono una band, che chiamarono Vortex. Ai due si unì presto il bassista Andreas Geremia, detto Gerre, e dopo poco la band cambiò nome in Avenger. Nel 1982 entrò nella band il batterista Oliver Werner, e allo stesso tempo Frank e Gerre invertirono i loro ruoli. Fu allora che i quattro decisero di chiamare il gruppo Tankard, nome scelto con l'aiuto di un dizionario (Tankard in tedesco significa "boccale da birra").
Ben presto i quattro sentirono il bisogno di allargare la formazione a cinque elementi, con l'aggiunta di un secondo chitarrista. Bernhard Rapprich fu il nuovo elemento della band ma ben presto fu costretto dal padre ad abbandonare la band poiché non voleva che il figlio "girasse con una compagnia di ubriaconi", e fu sostituito da Andy Bulgaropulos, che andava nella stessa scuola di Frank, Axel e Gerre ed era un grande fan degli AC/DC.
La prima canzone composta fu "Ray Death", un pezzo sulla guerra nucleare ed il loro primo show si tenne in una classe nel 1983.
Poiché alla band non era permesso di consumare alcolici nella scuola, i membri misero la birra nei cartoni del latte.

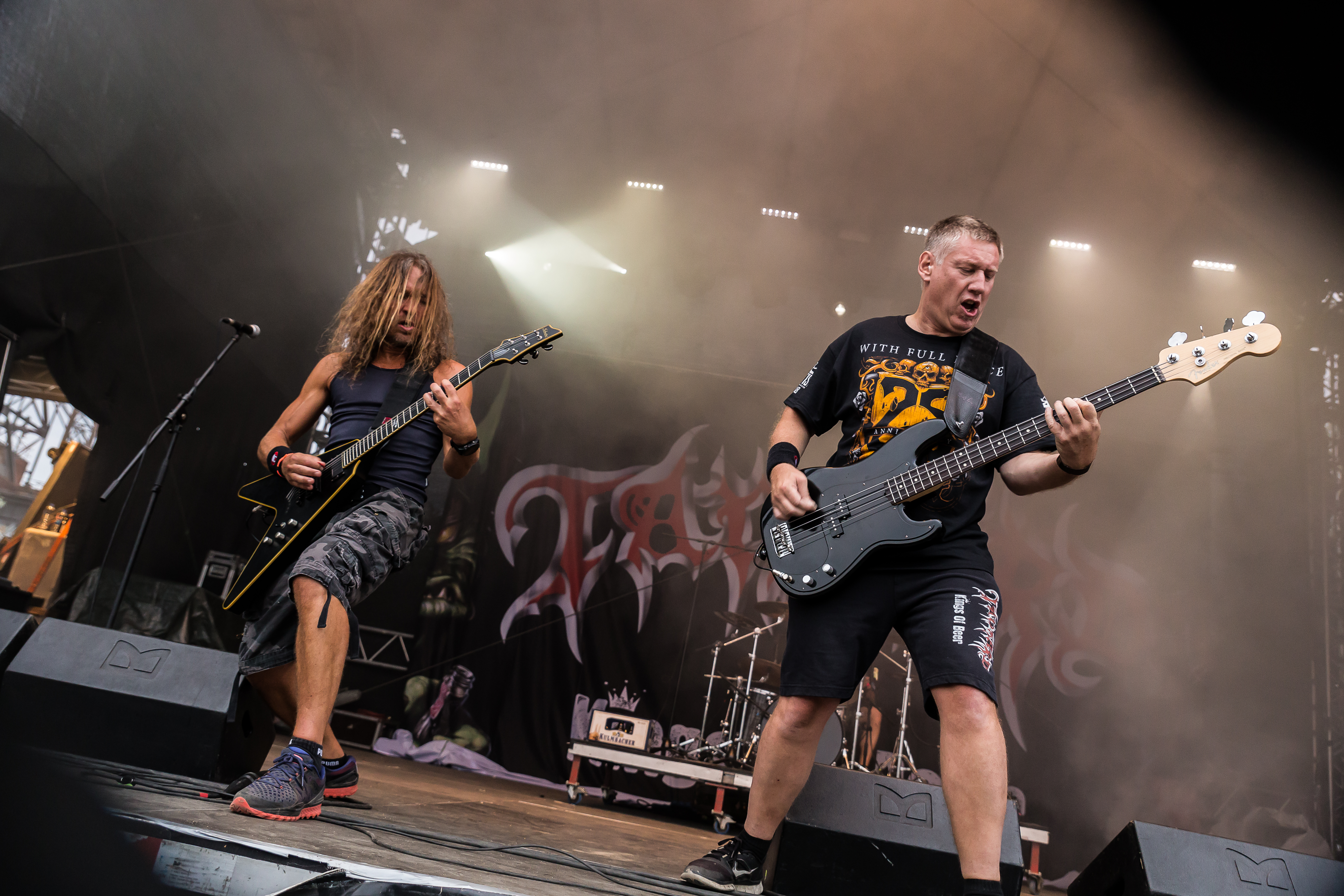
Andy Gutjahr e Frank Thorwarth

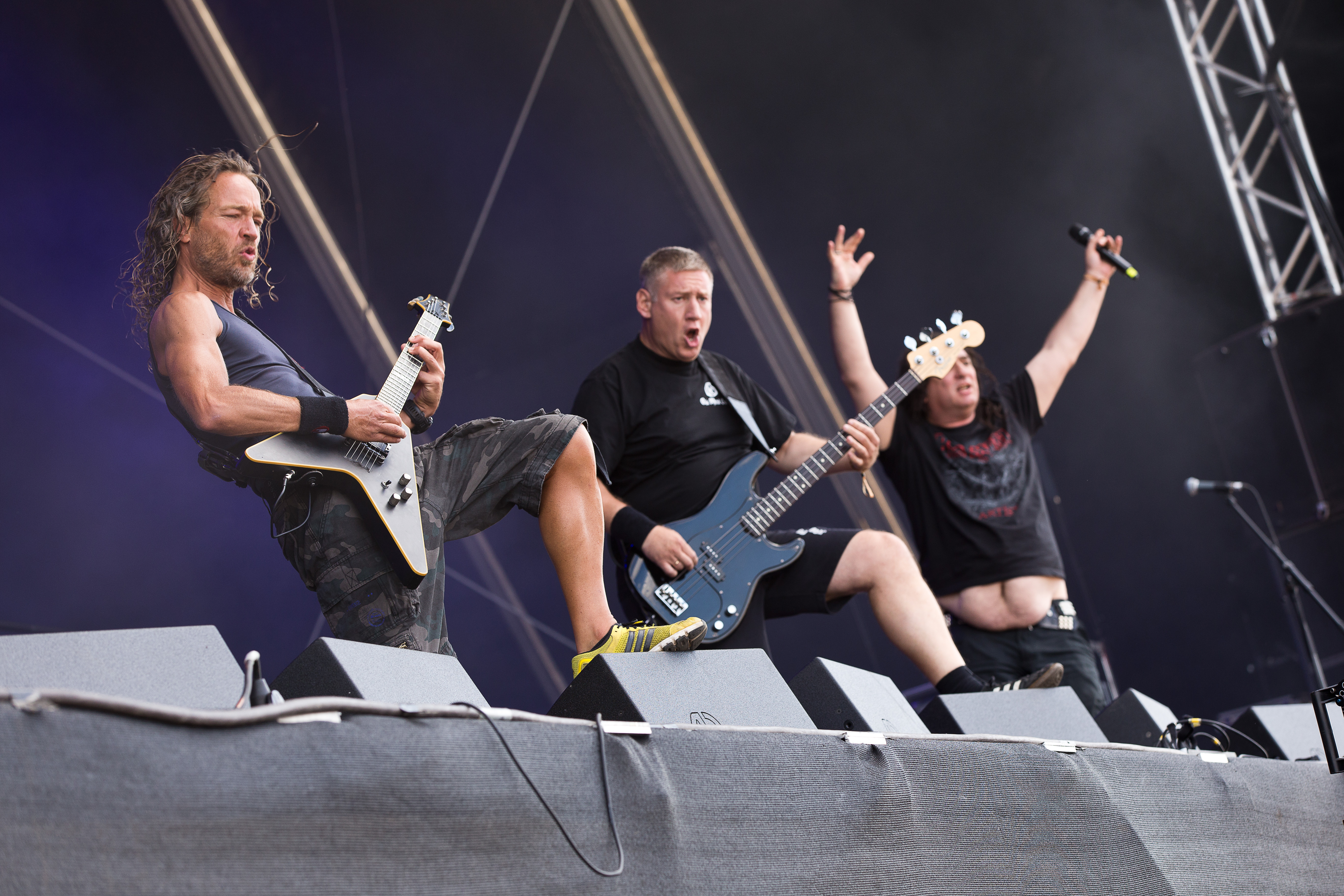
I Tankard al Rockharz Open Air 2016

Tra il 1984 ed il 1985 uscirono i loro primi due demo: Heavy Metal Vanguard e 'Alcoholic Metal.
Grazie a quest'ultimo la Noise Records li notò e contattò la band.
I Tankard firmarono così il loro primo contratto in un pub.
Nel 1986 uscì il primo album ufficiale, Zombie Attack, sotto la casa discografica Noise Records.
Questo album contiene pezzi che, pur non avendo nessuno spunto innovativo, sono un concentrato di puro e violento thrash metal nella sua forma più aggressiva e "primitiva".
Caratteristiche, queste, che comunque non impediranno a Zombie Attack di diventare uno dei lavori più famosi ed apprezzati dai fan della band.
Fa parte di questo disco anche (Empty) Tankard,brano che è probabilmente la composizione più celebre ed acclamata del combo di Francoforte.
Nel 1987 la band pubblicò l'album Chemical Invasion.
La copertina del disco fu anche disegnata dall'artista Sebastian Krüger.
Lo stesso anno iniziarono un lungo tour di promozione del disco per tutta Europa.
La combinazione di umorismo, alcol, ironia politica, ritmo martellante e la presenza scenica del frontman Gerre darà al gruppo una sempre maggiore popolarità.

### Il successo (1988-1997)

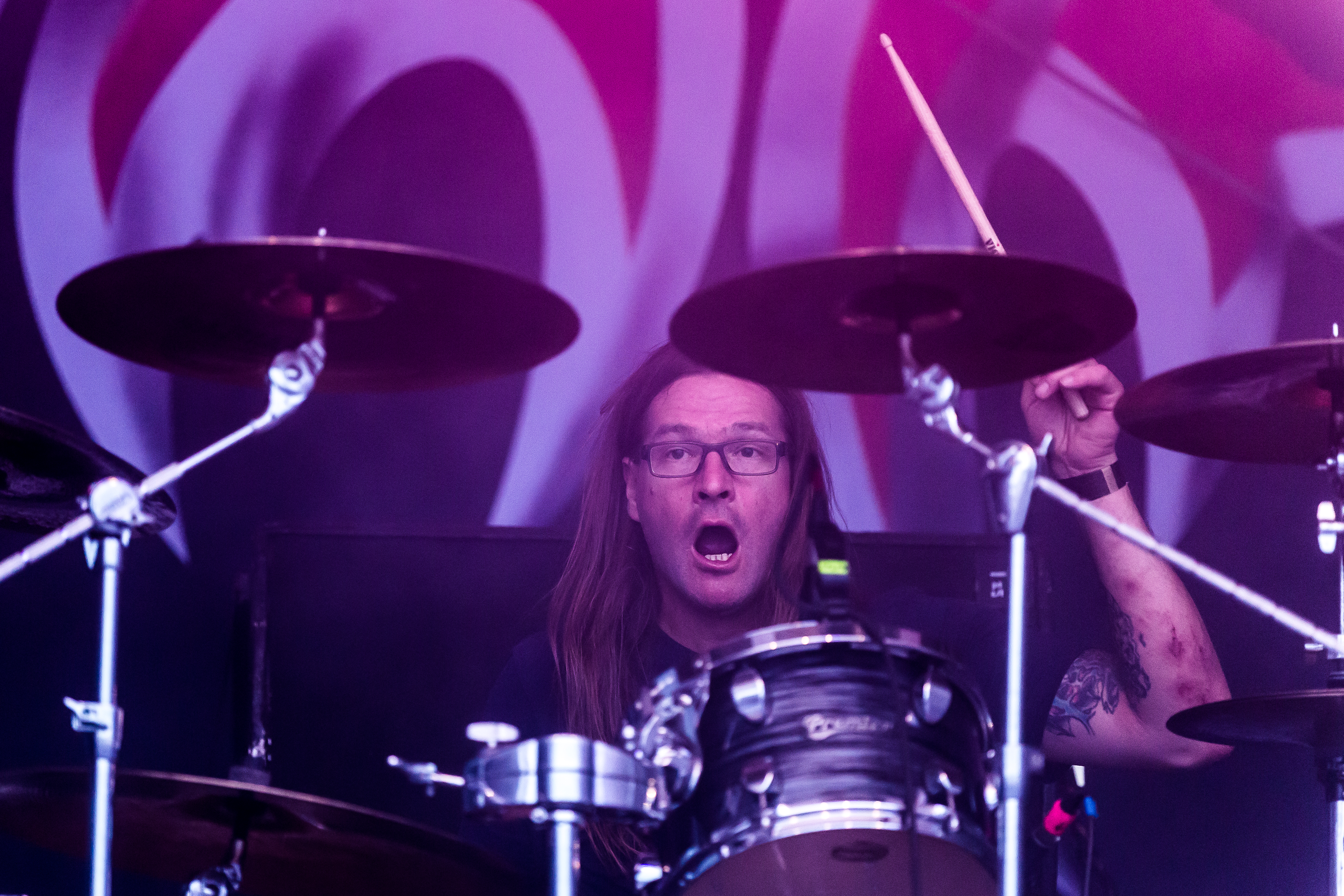
Olaf Zissel

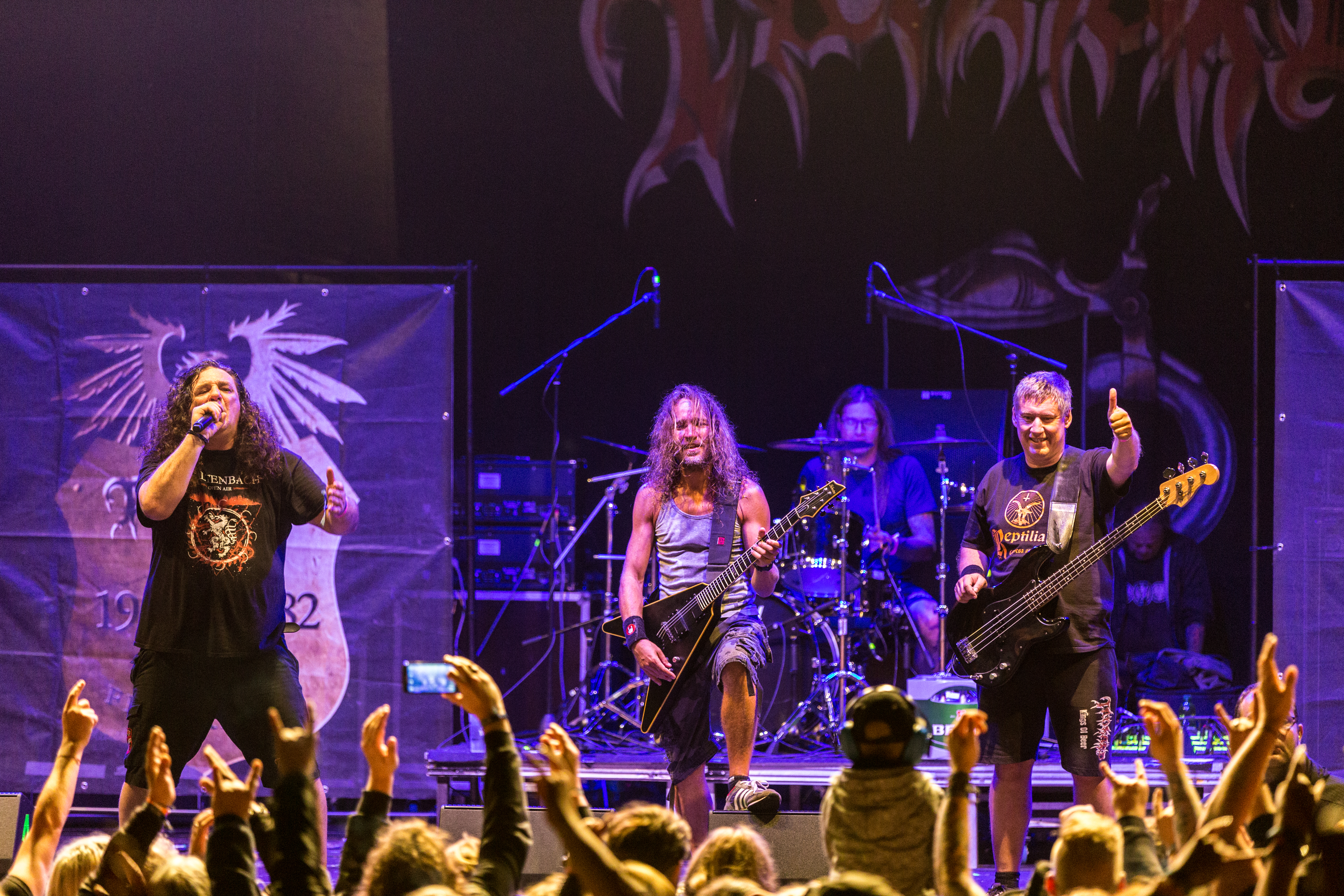
I Tankard al Metal Frenzy 2017

Nel 1988 viene dato alle stampe The Morning After, il terzo album in studio prodotto dalla band, che arriva dopo le soddisfacenti uscite di Zombie Attack e Chemical Invasion, pubblicati rispettivamente nel 1986 e 1987 e rivelandosi, con ogni probabilità, come l'episodio più convincente della prima parte della loro carriera.
Con la sua uscita arrivò, per il gruppo di Francoforte, anche il successo commerciale.
Il disco si presenta come un lavoro con ritmiche veloci ma anche ben congegnate, supportate da sezioni soliste di tutto rispetto e da un cantato tagliente e caratteristica.
La rivista Stern, nel 1988, è arrivata a descrivere la loro musica, nell'articolo "Heavy Metal Subculture", come il "deragliamento di treno carico di boccali di birra".
Nel 1989 uscì il loro EP Alien, nel quale si vide per la prima volta la mascotte band: un piccolo alieno verde.
Lo stesso anno Oliver Werner lasciò la band e venne sostituito dal batterista Arnulf Tunn che esordì nella band con l'album The Meaning of Life del 1990.
Il 4 marzo 1990 i Tankard partecipano al Thrashing-East-Festival a Berlino insieme ai compaesani Kreator, gli svizzeri Coroner e gli inglesi Sabbat; il concerto venne anche registrato e pubblicato nel VHS Open All Night.
Nell'album Stone Cold Sober fu inclusa per la prima volta una canzone in lingua tedesca.
Nel dicembre del 1993 uscì Two-Faced e Arnulf Tunn lasciò la band per dedicarsi al suo nuovo gruppo, i Nemesis. Venne sostituito da Olaf Zissel.
Nel 1994 Andreas Geremia e Frank Thorwarth formarono i Tankwart, progetto parallelo ai Tankard e fecero uscire l'album Aufgetankt.
L'anno successivo Alex Katzmann, a causa di problemi di salute, lasciò la band dopo tredici anni di militanza (fu infatti colpito da un'intensa forma di artrite).
Andy Bulgaropulos decise di occuparsi da solo della chitarra e così uscirono The Tankard nel 1995 e un altro album dei Tankwart, Himbeergeist zum Frühstück, un album divertente con cover come Tanze Samba Mit Mir di Tony Holiday, chiaramente in chiave thrash-punk, nel 1996. L'anno successivo i membri del gruppo decisero di archiviare definitivamente il progetto Tankwart.

### Eventi recenti (1998-oggi)

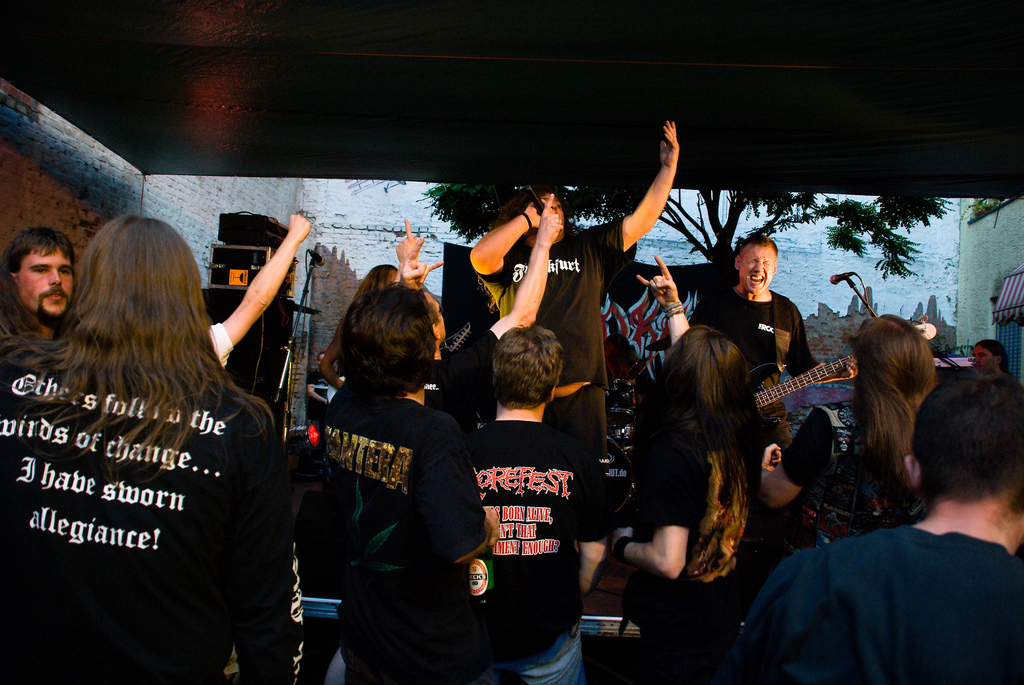
I Tankard al Straßenfestival, nel 2007

Nel 1998 Andy Bulgaropulos abbandonò il gruppo e venne subito sostituito dal giovane Andy Gutjahr, già membro di Lightmare, Seventh Avenue e Creed e famoso nell'ambiente christian metal tedesco per la sua abilità tecnica.
Poco dopo la band firmò un contratto con la label Century Media per la quale uscirono Disco Destroyer nel 1998 e successivamente Kings of Beer nel 2000.
Proprio Kings of Beer sarà considerato, secondo molti ed anche dai membri della band, come uno dei dischi meno riusciti del combo tedesco.
La band infatti, non attinge mai da questo lavoro per le proprie date live.
Il limite maggiore di questo disco è soprattutto un difetto di eterogeneità e costanza: a brani pieni di grinta e traino se ne accodano altri divertenti, aggressivi, ma comunque molto meno riusciti.
Nel 2002 la band pubblicò, in corrispondenza con il suo ventesimo anniversario, la propria decima fatica: B-Day per l'AFM Records. Un disco che rese onore a due decenni passati all'insegna del thrash metal più grezzo, irruente ed aggressivo, capace di fondere la scuola californiana di gruppi come gli Exodus con gli stilemi della nascente scuola europea.
Iniziò così un lungo tour, tra il 2002 ed il 2003, passando per Germania, Grecia e Turchia.
Nella versione limitata dell'album B-Day venne poi aggiunta una piccola chicca per i fans: un secondo CD contenente i primi due demo tape ormai introvabili.

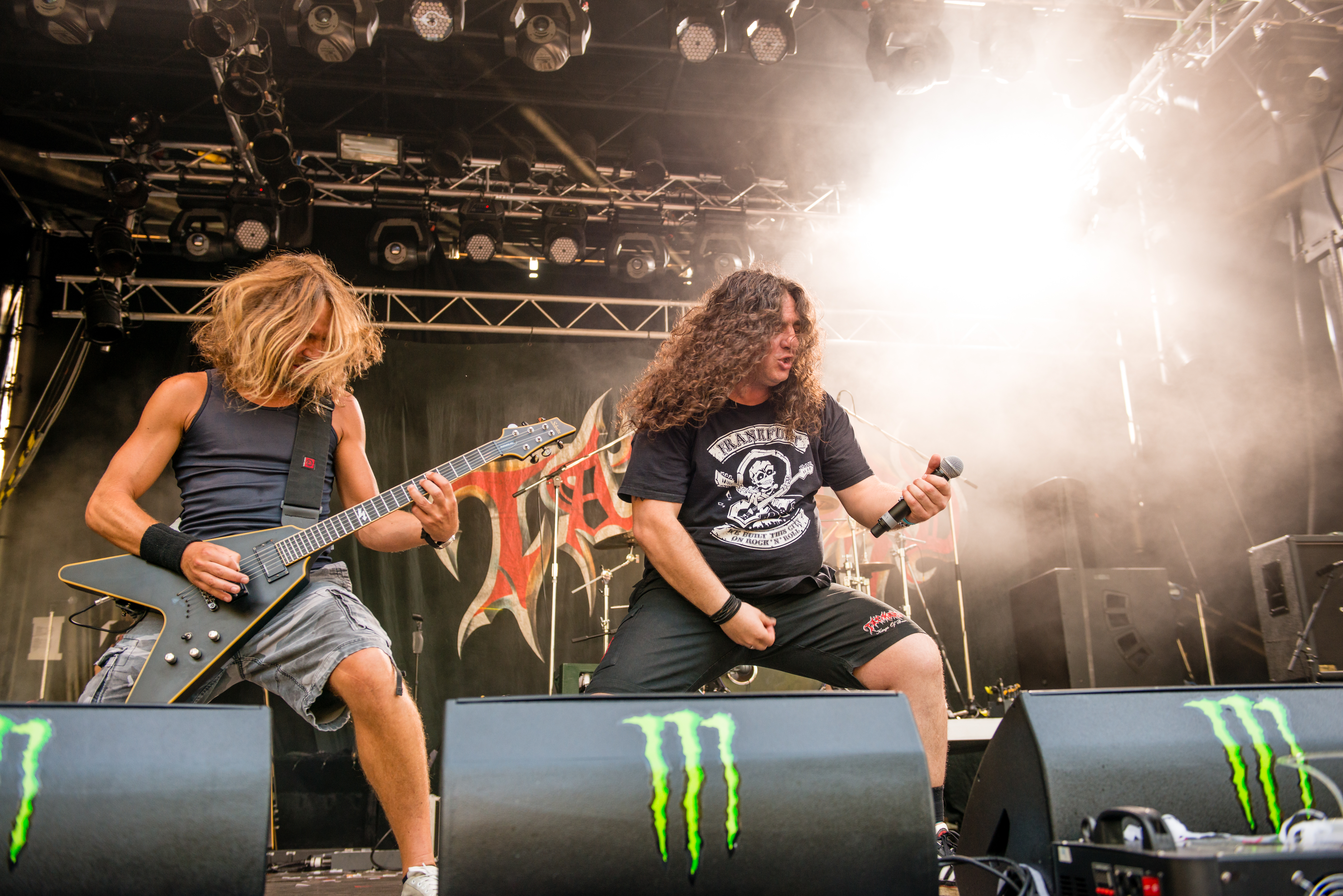
I Tankard al Nord Open Air 2014

Ta il 2004 ed il 2006 i Tankard pubblicarono Beast of Bourbon e The Beauty and the Beer, due lavori ancora in pieno stile thrash.

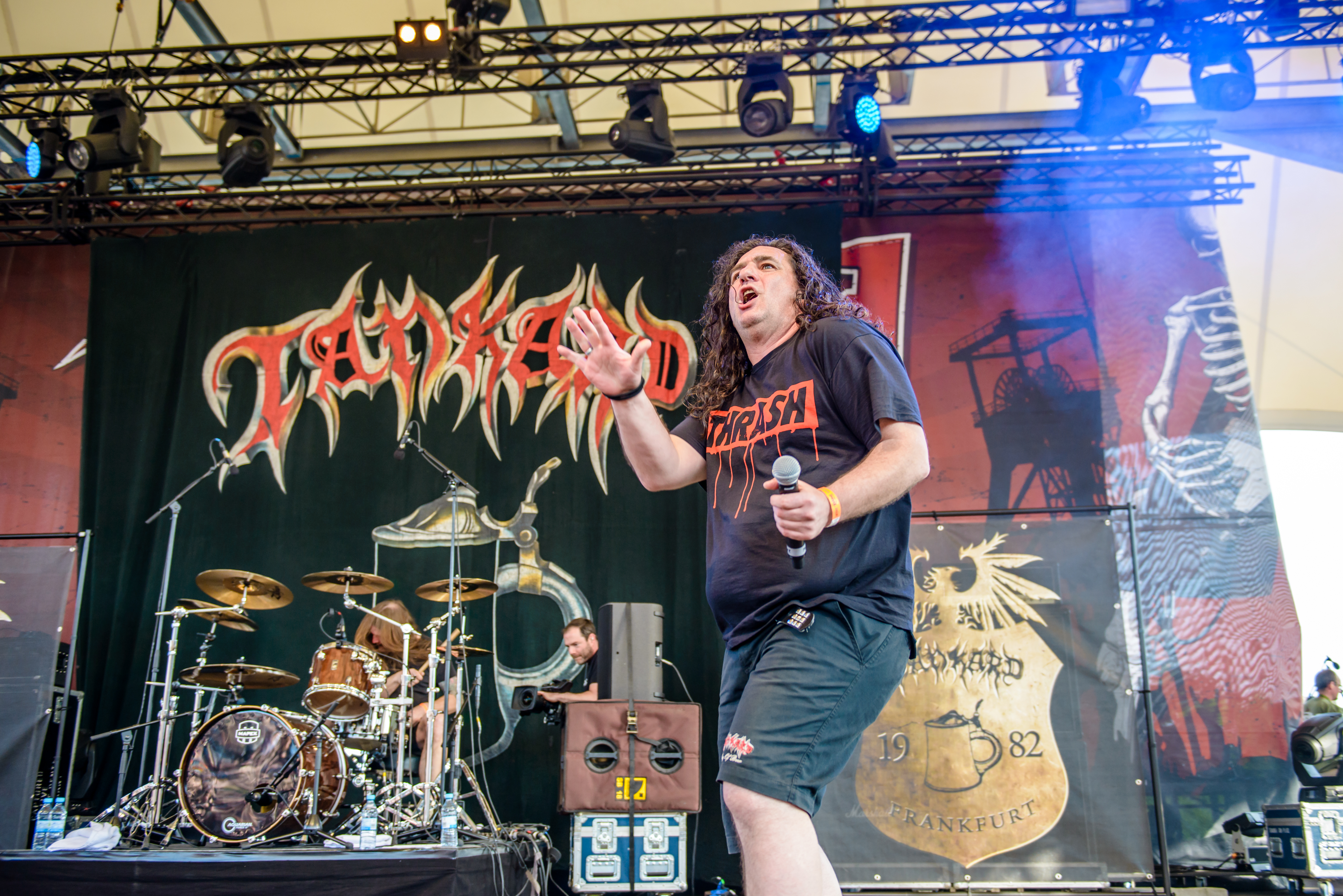
I Tankard al RockHard Festival 2014

I Tankard dopo aver finalmente trovato una formazione fissa, il 19 dicembre 2008, fecero uscire per l'AFM Records Thirst, il tredicesimo album della band.
La band ha cominciato a lavorare a settembre 2010, negli MX Studio di Buchen, assieme al produttore Michael Mainx per registrare il loro quattordicesimo album, Vol(l)Ume 14.
L'album è stato distribuito il 17 dicembre 2010 sempre attraverso l'AFM Records.. Dall'album è stato anche tratto un divertente videoclip della canzone "Rules for fools", dove i membri del gruppo, in una classe insieme ad altri bambini, si dimostrano indisciplinati e continuano a bere birra invece che seguire le lezioni. Ma un insegnante mistress li metterà in riga.

Nel 2012 è in previsione un nuovo album e un tour di diverse date; l'album, dall'uscita indefinita, viene annunciato dalla stessa band nel marzo 2012, in onore del trentesimo anniversario dalla firma con la Nuclear Blast, con produttore sempre Michael Mainx. Questo il commento del cantante, Andreas Geremia: 
A fine luglio 2012 viene pubblicato il quindicesimo album del gruppo, intitolato A Girl Called Cerveza.

## Formazione

### Formazione attuale
- Andreas Geremia - voce (1982-oggi)
- Andreas Gutjahr - chitarra (1998-oggi)
- Frank Thorwarth - basso (1982-oggi)
- Olaf Zissel - batteria (1994-oggi)

### Ex componenti
- Bernhard Rapprich - chitarra (1982)
- Axel Katzmann - chitarra (1982-1992)
- Andy Bulgaropulos - chitarra (1982-1998)
- Oliver Werner - batteria (1982-1989)
- Arnulf Tunn - batteria (1989-1993)

## Discografia

### Album in studio
- 1986 - Zombie Attack
- 1987 - Chemical Invasion
- 1988 - The Morning After
- 1990 - The Meaning of Life
- 1992 - Stone Cold Sober
- 1994 - Two-Faced
- 1995 - The Tankard
- 1998 - Disco Destroyer
- 2000 - Kings of Beer
- 2002 - B-Day
- 2004 - Beast of Bourbon
- 2006 - The Beauty and the Beer
- 2008 - Thirst
- 2010 - Vol(l)Ume 14
- 2012 - A Girl Called Cerveza
- 2014 - R.I.B.
- 2017 - One Foot in the Grave
- 2022 - Pavlov's Dawgs

### Album dal vivo
- 1991 - Fat, Ugly and Live

### Raccolte
- 1989 - Hair of the Dog
- 2007 - Best Case Scenario - 25 Years In Beers

### EP
- 1989 - Alien
- 2006 - Schwarz-Weiß Wie Schnee

### Demo
- 1984 - Heavy Metal Vanguard
- 1985 - Alcoholic Metal

### Discografia come Tankwarth
- 1994 - Aufgetankt
- 1996 - Himbeergeist zum Frühstück

## Videografia
- 1990 - Open All Night
- 2006 - Fat, Ugly and Still Alive
- 2009 - Open All Night - Reloaded

### Videoclip
- 1988 - The Morning After
- 1990 - Space Beer
- 1995 - Minds on the Moon
- 1996 - Tanze Samba Mit Mir (Tankwart)
- 2006 - The Beauty and the Beer
- 2008 - Stay Thirsty
- 2010 - Rules for Fools